# Immo Wymer
Immo Wymer (* 19. Januar 1888 in München; † 13. Januar 1970 ebenda) war ein deutscher Chirurg.

## Leben
Wymer studierte Medizin an der Ludwig-Maximilians-Universität München und wurde 1914 zum Dr. med. promoviert. Nach dem Einsatz im Ersten Weltkrieg kehrte er an die Universität München zurück und spezialisierte sich auf Chirurgie. Von 1919 bis 1928 war er Assistent an der Chirurgischen Poliklinik in München. 1926 habilitierte er sich mit der Schrift Eine experimentelle Studie über Narkose: Zugleich ein Beitrag zur pathologischen Physiologie der Narkose; im selben Jahr wurde er auch Mitglied der Deutschen Gesellschaft für Chirurgie. 1930 wurde er zum außerplanmäßigen Professor ernannt. Er lebte seit den 1930er Jahren im Bavariaring 17.  Von 1928 bis 1962 leitete er die chirurgische Abteilung der Diakonissenanstalt München. Am Zweiten Weltkrieg nahm Wymer, der Mitglied des Nationalsozialistischen Dozentenbundes und seit 1937 der NSDAP war, als Oberstabsarzt teil.
Wymer verfasste zahlreiche Aufsätze auf dem Gebiet der allgemeinen und speziellen Chirurgie, die in verschiedenen Fachzeitschriften und medizinischen Wochenblättern erschienen. Sein Schwerpunkt war die Gefäßchirurgie und ihre Geschichte seit dem Altertum. Er entwickelte unter anderem ein Verfahren zur Korrektur eines Hallux valgus, das als „Wymer-Operation“ bekannt ist. Seit 1935 war er Mitglied der Geographischen Gesellschaft München.